# 芽笼

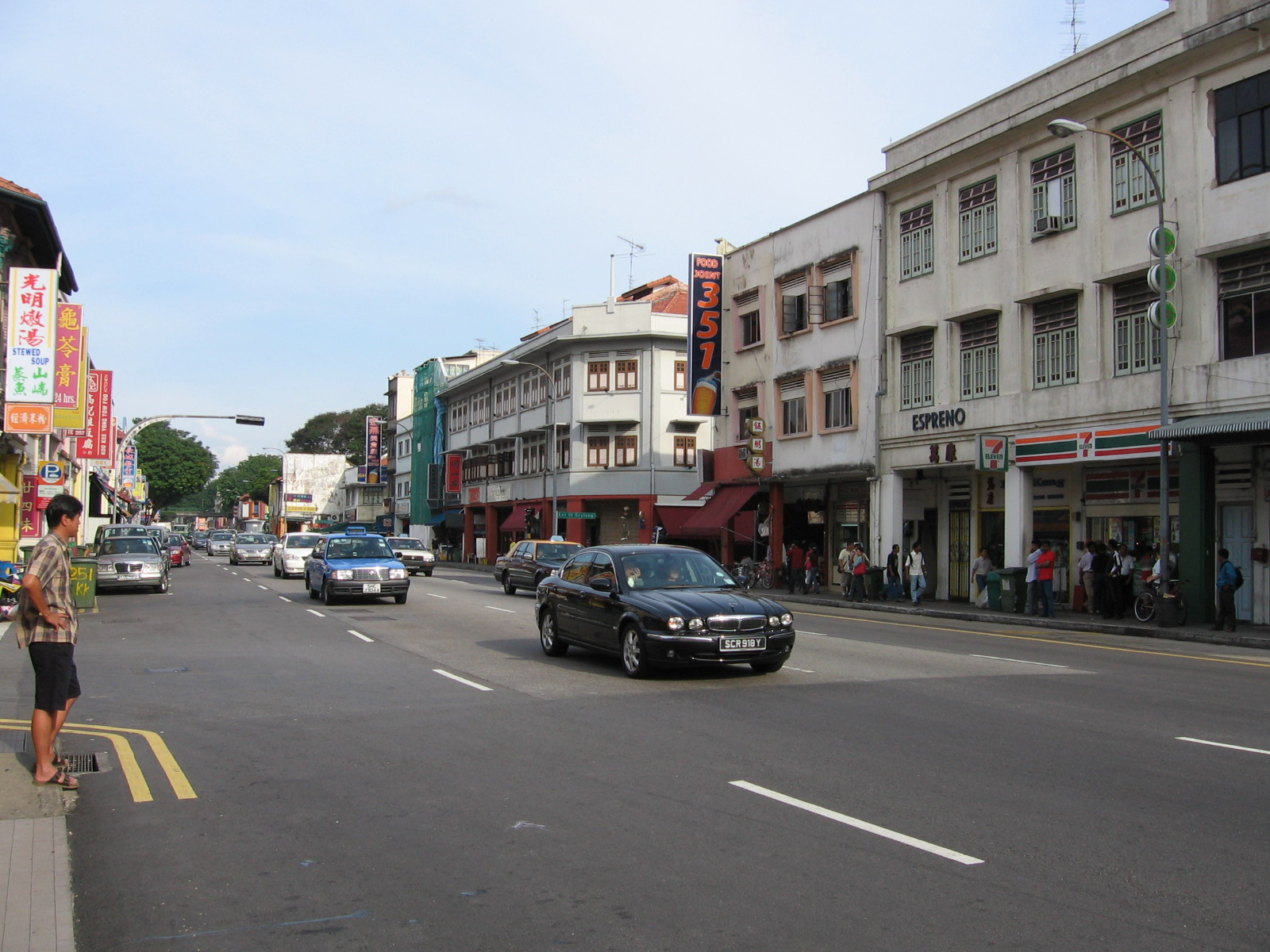
芽笼路街景

芽笼（白話字：Gê-lâng）与芽笼士乃（Geylang Serai），是位於新加坡中區規劃區之一，在新加坡金融区以东，以及新加坡河的东部。

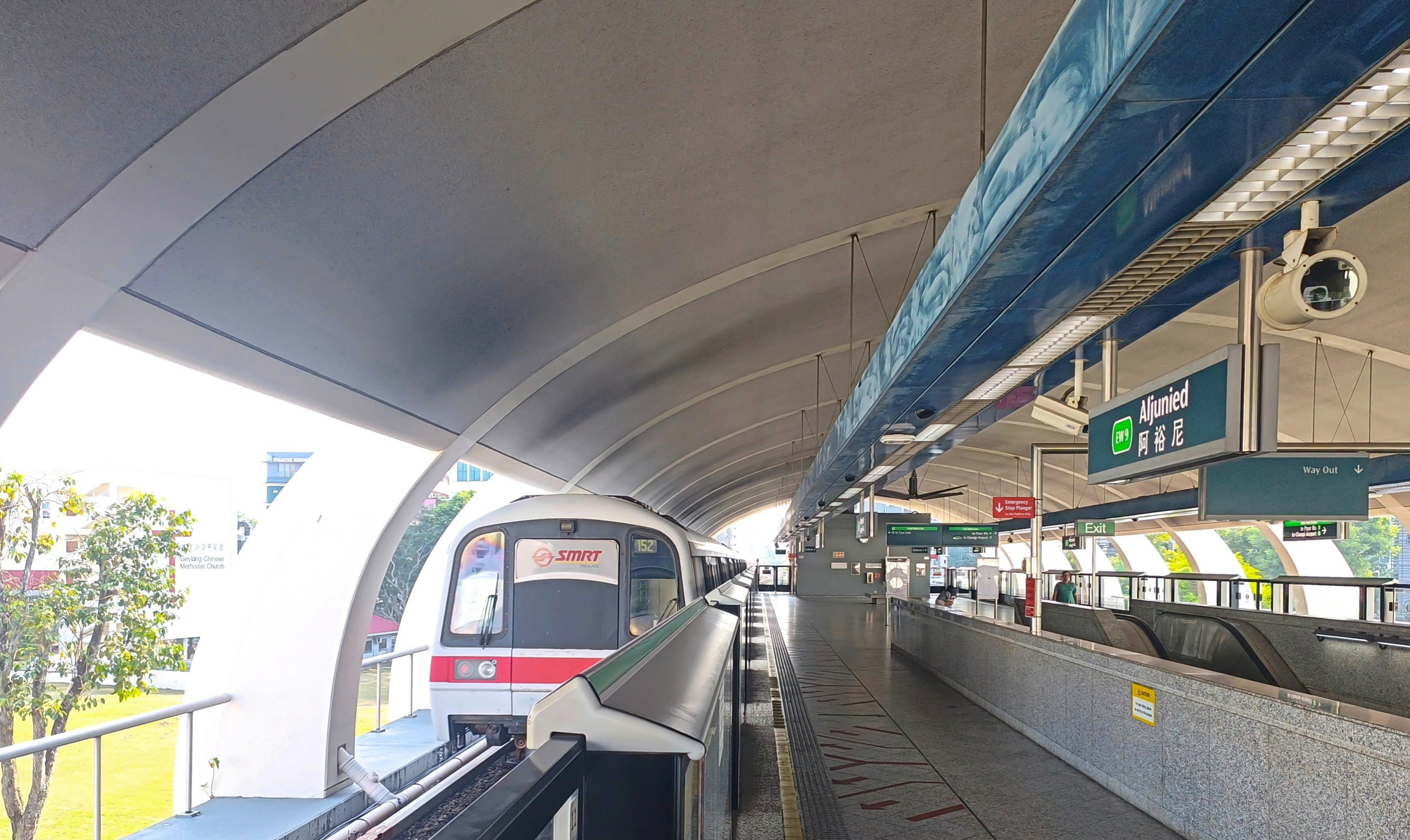
阿裕尼地铁站

芽笼最著名的是其内的紅燈區，尤其是芽笼路沿路的地区。芽笼也是新加坡最古老的马来人聚居地之一芽笼士乃的所在地。

## 源说
早於十九世紀初新加坡開埠初年，芽籠已出現於典籍內。1822年，當新加坡剛剛成為英國殖民地不久，殖民政府著手新加坡之地方規劃時，已提到「芽籠河」一詞。芽籠 (英文名稱 Geylang)得名有多種源說，其中一個說法是馬來文"Kilang"，意思是工廠，因當時該處有大量的椰林及檸檬草種植園，衍生出芽籠一帶眾多以椰子及檸檬草為原料的加工廠房為名。
另一種源說是指「芽籠」其實是指新加坡的部落orang gallang。此部落是馬來半島沿海一帶orang laut部族的其中一支，以掠奪新加坡附近海域的船隻而著名。
此外亦有一說指「芽籠」其實是闽南話「雞籠」，因「雞籠」之闽南話讀"kei-lang"，與『芽籠』的英文名稱"Geylang"讀音非常相似，是故有此推測。

## 历史
自英國殖民政府於開埠初年將馬來人及土著由新加坡河河口遷移到芽籠後，此區便成為新加坡馬來人的集中地。直到十九世紀後期芽籠亦漸漸成為馬來與阿拉伯富商的聚居地，當中包括Alsagoff、Alkaff、Aljunied家族。
到二十世紀三十年代，芽籠出現了多個純馬來人的區域，例如Kampong Melayu（馬來村），及後演變成今天的芽籠士乃。近來於芽籠所發展的馬來村就是要將此區當年的面貌重新塑造出來，以迎合近年興起的文化旅遊。

## 今天的芽笼
芽籠好一部分至今仍未受新加坡自二十世紀七十年代以來所展開的市區重建所影響，該區將中国嶺南地區傳統的店屋以及多姿多彩的夜生活融為一體。區內合法之紅燈區、外籍傭工宿舍、卡拉OK酒廊等與新加坡所予人「花園城市」的形象形成強烈的對比。芽籠的店屋歷史悠久，政府亦立法保護店屋免被清拆，區內食肆林立，主要分佈於芽籠的主要道路─芽籠路上。但同时，相比于新加坡其它区域，近年来芽笼一带的食品洁净度和街道的环境卫生也十分堪忧。
不少小型宮廟、會館、佛教會與民間社團也搬遷到芽籠區域。

## 交通
今天的芽笼已经成为小吃和熟食中心。

### 高速公路
以下高速公路途径芽笼地区：
- 泛岛高速公路（PIE）
- 加冷－巴耶利峇高速公路（KPE）

### 地铁
有9个地铁站通向芽笼附近的区域，他们包括：
- EW7  友诺士
- EW8  CC9  巴耶利峇
- EW9  阿裕尼
- EW10  加冷
- CC7  蒙巴登
- CC8  达科达
- CC10  DT26  麦波申
- DT25  玛达
- DT27  乌美

### 巴士
位于加冷规划地区的芽笼1巷巴士转换站提供多条交通线路。

## 體育
- 芽籠國際足球俱樂部

## 流行文化
- 1998年新传媒8频道电视剧《Living in Geylang》（20集）
- 以芽笼为背景的新加坡—泰国合拍纪录片《快乐工厂》
- 《芽笼 (电影)》